# Quadro-chave

Uma simples animação criada por keyframing. A animação carece de suavidade pois cada quadro é completamente independente de qualquer outro frame.

Um quadro-chave (em inglês, key frame) na animação e na produção cinematográfica é um desenho que define os pontos de início e fim de qualquer transição suave entre imagens. Estes são chamados de "quadros" devido ao fato de que a sua posição na linha de tempo é medida em quadros em uma faixa de filme. Uma sequência de quadros-chave define qual movimento o espectador verá, no qual as posições dos quadros-chave no filme, vídeo ou animação definem a cronometragem do movimento. Já que somente dois ou três quadros-chave em uma faixa de um segundo não criam a ilusão de movimento, os quadros restantes são completados com Intermediações.